# She's the Sheriff
She's the Sheriff is een Amerikaanse sitcom die in syndicatie werd uitgezonden van 19 september 1987 tot 1 april 1989. De serie werd geproduceerd door Lorimar Television en betekende de terugkeer van Suzanne Somers op televisie voor het eerst sinds ze haar rol als Chrissy Snow in ABC's Three's Company in 1980 verliet.
In 2002 stond She's the Sheriff op nummer 44 in de lijst van "50 slechtste tv-shows aller tijden" van TV Guide.

## Uitgangspunt
Hildy Granger (Suzanne Somers) is een jonge vrouw wier man, de sheriff van het fictieve Lakes County in Nevada, plotseling is overleden. Nu ze als weduwe met twee kinderen voor inkomsten moet zorgen, accepteert ze het aanbod om zelf de functie van sheriff op te nemen, ondanks haar gebrek aan relevante ervaring. De serie richt zich op haar inspanningen om de dagelijkse problemen van de lokale bevolking en toeristen aan te pakken, terwijl ze leert om met haar vier agenten samen te werken. Hildy heeft met name regelmatig ruzie met hulpsheriff Max Rubin (George Wyner), die vindt dat ze de baan niet verdient.

## Rolverdeling
| Acteur            | Personage                 |
| ----------------- | ------------------------- |
| Suzanne Somers    | sheriff Hildy Granger     |
| George Wyner      | hulpsheriff Max Rubin     |
| Pat Carroll       | Gussie Holt               |
| Lou Richards      | hulpsheriff Dennis Putnam |
| Guich Koock       | hulpsheriff Hugh Mulcahy  |
| Leonard Lightfoot | hulpsheriff Alvin Wiggins |
| Taliesin Jaffe    | Kenny Granger             |
| Nicky Rose        | Allison Granger           |

## Afleveringen

### Seizoen 1 (1987-1988)
1. She's the Sheriff
2. All in a Day's Work
3. Butterfly Is Free
4. Unsafe at Any Speed
5. A Little Romance
6. Lover Boy
7. Monkey Business
8. Max Moves In
9. Poker Fever
10. Hildy Gets Shot
11. Child's Play
12. Call Me Madam
13. The Perils of Pauline
14. A Hero
15. The Feds
16. New Year's Eve
17. The Great Escape
18. Hostage
19. All Alone
20. Hildy the Homewrecker
21. Hair
22. Dinsmore's Wedding
23. Hildy's First Kiss

### Seizoen 2 (1988-1989)
1. A Not So Fatal Attraction
2. Hildy's Public Defender
3. A Friend in High Places
4. Have a Nice Day
5. Gussie Behind Bars
6. Max's Ten
7. Mulcahy Gets Kicked Out
8. Dream the Implausible Dream
9. Father-Son Banquet
10. Love Hurts
11. Down for the Count
12. Midnight Run
13. Tastes Great, Less Killing
14. Divorce, Wiggins Style
15. Forever Young
16. The Teflon Sheriff
17. The Mother Mugger
18. I'm Okay, You're All Crazy
19. Max Gets Trumped
20. You Always Hurt the One You Love
21. Me Tarzan, You Hildy
22. Kissing Cousins